# Prebilovci
Prebilovci (en serbe cyrillique : Пребиловци) est un village de Bosnie-Herzégovine. Il est situé dans la municipalité de Čapljina, dans le canton d'Herzégovine-Neretva et dans la fédération de Bosnie-et-Herzégovine. Selon les premiers résultats du recensement bosnien de 2013, il compte 61 habitants.

## Histoire
Pendant la Seconde Guerre mondiale, le 6 août 1941, plusieurs centaines de civils sont assassinés par les Oustachis dans ce qu'on appelle le (en) massacre de Prebilovci.

## Démographie

### Évolution historique de la population
| 1948 | 1953 | 1961 | 1971 | 1981 | 1991 | 2013 |
| ---- | ---- | ---- | ---- | ---- | ---- | ---- |
| -    | -    | 338  | 269  | 225  | 174  | 61   |

|  |

## Personnalité
- L'historien Milorad Ekmečić (1928-2015), membre de l'Académie des sciences et des arts de la République serbe et membre de l'Académie serbe des sciences et des arts est né dans le village[5],[6].